# Fuga in Normandia
Fuga in Normandia (The Great Escaper) è un film del 2023 diretto da Oliver Parker.
Liberamente ispirato alla storia del veterano della seconda guerra mondiale Bernard Jordan, il film segna l'ultima apparizione cinematografica di Glenda Jackson prima della morte e di Michael Caine prima del ritiro dalle scene.

## Trama
Bernie e Rene Jordan sono un'anziana coppia di sposi che vive insieme in una casa di riposo. Un giorno Bernie, che aveva combattuto con la Royal Navy durante la seconda guerra mondiale, decide di fuggire dall'istituto per prendere parte alle celebrazioni per il settantesimo anniversario dello sbarco in Normandia.

## Produzione
Nel febbraio 2021 è stato annunciato che Oliver Parker avrebbe diretto il film, con Glenda Jackson e Michael Caine per la prima volta insieme in un film dai tempi di Una romantica donna inglese (1975).
Le riprese sono iniziate nel settembre 2022 e si sono svolte interamente in Inghilterra, prevalentemente nell'East Sussex (Camber Sands ed Hastings); le scene ambientate in Francia sono state girate a Twickenham.

## Promozione
Il primo trailer è stato pubblicato il  6 giugno 2024.

## Distribuzione
Il film è stato presentato in anteprima mondiale il 20 settembre 2023 al BFI Southbank di Londra, prima di essere distribuito nelle sale britanniche il 6 ottobre seguente. L'uscita nelle sale italiane è avvenuta il 20 giugno 2024.

## Accoglienza
L'aggregatore di recensioni Rotten Tomatoes riporta una percentuale di gradimento dell'89% e un punteggio di 7/10 basato sul parere di 37 critici.